# Lijst van beelden in Baarn
Dit is een (onvolledige) chronologische lijst van beelden in Baarn. Onder een beeld wordt hier verstaan elk driedimensionaal kunstwerk  in de openbare ruimte van de Nederlandse gemeente Baarn, waarbij beeld wordt gebruikt als verzamelbegrip voor sculpturen, standbeelden, installaties, gedenktekens en overige beeldhouwwerken.
| Geplaatst   | Omschrijving | Kunstenaar                                                        | Straat                                          | Plaats    | Materiaal                | Afbeelding |
| ----------- | --- | ----------------------------------------------------------------- | ----------------------------------------------- | --------- | ------------------------ | ---------- |
| 1750        | Fontein van het Cantonspark |                                                                   | Cantonspark                                     | Baarn     | steen                    |            |
| 1750-1800   | Cupido met dolfijn | onbekend                                                          | Cantonspark                                     | Baarn     |                          |            |
| 1815        | Naald van Waterloo | Abraham van der Hart                                              | Torenlaan / Koningslaan                         | Soestdijk | steen                    |            |
|             | Liggend drinkend jongetje | Frans L. Stracké                                                  | Gemeentehuis van Baarn                          | Baarn     | marmer                   |            |
| 1923        | Wilhelminabank Wilhelmina 25 jaar koningin | Theo van Reijn                                                    | de Brink                                        | Baarn     |                          |            |
| 1937        | Koningin Emma | Gerrit van der Veen                                               | Gerrit van der Veenlaan                         | Baarn     |                          |            |
| 1937        | Christoffel Pullmann | Isabella van Beeck Calkoen                                        | Amsterdamsestraatweg tegenover Paleis Soestdijk | Baarn     |                          |            |
| 1947        | Bevrijdingsmonument | Daniël Horn                                                       | Stationsplein                                   | Baarn     |                          |            |
| 1963        | Gelijkenis van de wijze en de dwaze meisjes | Elly Meijer                                                       | Maatkampweg 18 (Maria Koninginkerk)             | Baarn     |                          |            |
| 1965        | Het Zonneveld De 17e-eeuwse boerderij stond Zonneveld op deze plek. De nabij staande Gaspard de Colignyschool werd daarom gebouwd in de vorm van vier hooimijten. | Elly Meijer                                                       | Zandvoortweg                                    | Baarn     | glasmozaïek              |            |
| 1966        | De marinier (Lodewijk van Hamel) | Annie Roland Holst                                                | Gerrit van der Veenlaan                         | Baarn     | brons                    |            |
| 1967        | Spelende Kinderen | Jan Broerze                                                       | Fockema Andreaelaan op gymzaal De Loef          | Baarn     |                          |            |
| 1967        | Geerenbeer | Theresia van der Pant                                             | Talmalaan                                       | Baarn     | brons                    |            |
| 1969        | De Overtocht | Paul Kingma                                                       | vijver bij het Baarnsch Lyceum                  | Baarn     | steen                    |            |
| 1970        | Gemeentewapen van Baarn | Elly Meijer                                                       | Laanstraat Gemeentehuis van Baarn               | Baarn     | glasmozaïek              |            |
| 1974        | Praatje | Henk van de Vis                                                   | Kerkstraat                                      | Baarn     | brons                    |            |
| 1983        | Drinkend Paard | Pieter d' Hont                                                    | Brink                                           | Baarn     | brons                    |            |
|             | Reiger | Jan Broerze                                                       | Cantonspark                                     | Baarn     |                          |            |
| 1985        | paard NBS | Donald Duk                                                        | Nieuwe Baarnsche School                         | Baarn     | kunststof                |            |
| 1988        | Bokspringende Arlecchio, personage uit de Commedia dell'arte | Arie Teeuwisse                                                    | Rembrandtlaan 35 voor De Speeldoos)             | Baarn     |                          |            |
| 1989        | Pantalone en Colombine, personages uit de Commedia dell'arte | Arie Teeuwisse                                                    | Rembrandtlaan 35 voor De Speeldoos              | Baarn     |                          |            |
|             | Vogels | Maurits Cornelis Escher                                           | Hal gemeentehuis                                | Baarn     | keramiek                 |            |
| 1991        | Staand vrouwtje | Jan Broerze                                                       | Stationsweg, bij het gemeentehuis               | Baarn     |                          |            |
| 1993        | Opgaande Fantasie | John Freeser                                                      | Sportcentrum De Trits                           | Baarn     | metaal                   |            |
| 1994        | Pellicanos | Ruurd Hallema                                                     | Cantonspark                                     | Baarn     | brons                    |            |
| 1995        | Communicatie | Aart Lamberts                                                     | bij Gemeentehuis van Baarn                      | Baarn     | brons                    |            |
| 1996        | Giraf van Dikkertje Dap | Antoinette Willems                                                | Maatkampweg 20 (De Kleine Stad)                 | Baarn     |                          |            |
| 1996        | Hemel van bewegend mozaïek Bij het object horen vijf losse zitelementen.                                                                                          | Linda Verkaaik                                                    | Molenweg 2, ingang ziekenhuis Meander MC)       | Baarn     | metaal/plexiglas         |            |
|             | Fluitspeler | Jan Broerze                                                       | Rembrandtlaan 35 (Entree De Speeldoos)          | Baarn     | brons                    |            |
|             | Spelende Kinderen |                                                                   | Montinischool                                   | Baarn     |                          |            |
| 1998        | Hommage aan Escher | Wijnand Zijlmans                                                  | Stationsplein                                   | Baarn     | steen                    |            |
|             | Scheervlucht | Jan de Baat                                                       | tuin van Kasteel Groeneveld                     | Baarn     | roestvrij staal          |            |
| 1998        | Concentrische Schillen | replica werk M.C. Escher, aannemer De Leeuw                       | Amsterdamsestraatweg/ Drakenburgerweg           | Baarn     | aluminium                |            |
| 1998        | Moeder en kind | Ek van Zanten                                                     | Pekingtuin                                      | Baarn     |                          |            |
| 2000        | De Omhelzing | Michiel van Pinxteren                                             | Laanstraat                                      | Baarn     |                          |            |
| 2002 (2013) | Het Gebaar | André Havas                                                       | Sherpa Eemeroord                                | Baarn     | metaal                   |            |
|             | Schil | Escher Foundation                                                 | Gemeentehuis                                    | Baarn     |                          |            |
| 2008        | Koningin Juliana | Nieneke Lamme                                                     | gemeentehuis                                    | Baarn     | brons                    |            |
| 2009        | Juliana en Bernhard | Kees Verkade                                                      | Paleis Soestdijk                                | Baarn     | brons                    |            |
| 2011        | Een vogel 3D-vertaling van een tekening van Prinssen die assisteerde bij het uitsnijden van de afbeelding.                                                        | Appie Prinssen                                                    | Sherpa Eemeroord hoofdingang                    | Baarn     | metaal                   |            |
| 2011        | Gaudi-bank | Jacqueline van den Eshof/Ed Nicolaas met leerlingen van de school | Baarnsch Lyceum                                 | Baarn     | beton                    |            |
| 2012        | Zwaartekracht Sculptuur van een stervormige Dodecaëder naar de tekening 'Zwaartekracht' van Escher                                                                |                                                                   | Baarnsch Lyceum                                 | Baarn     |                          |            |
| 2013        | Beelden Baarnsche Bos | Gert Eussen                                                       | Baarnse Bos rond de grote Kom                   | Baarn     | eikenhout en douglashout |            |
| 2019        | De Naald | Gerard Höweler                                                    | Baarnsch Lyceum                                 | Baarn     | steen                    |            |